# Выборы президента Республики Крым (1994)
Единственные в истории выборы президента Республики Крым прошли в 1994 году. На должность, учреждённую Верховным Советом Крыма 13 октября 1993 года, претендовало шесть кандидатов. Голосование прошло в два тура: первый состоялся 16 января 1994 года, второй — 30 января 1994 года.
Победу одержал Юрий Александрович Мешков.
Для регистрации необходимо было собрать 5 тысяч подписей.

## Результаты
| Место | Кандидат              | Выдвижение                                                          | Первый тур (количество голосов избирателей) | Первый тур (процент от общего числа) | Второй тур (количество голосов избирателей) | Второй тур (процент от общего числа) |
| ----- | --------------------- | ------------------------------------------------------------------- | ------------------------------------------- | ------------------------------------ | ------------------------------------------- | ------------------------------------ |
| 1     | Юрий Мешков           | Блок «Россия»: Республиканская партия Крыма и Народная партия Крыма | 557.226                                     | 38,50 %                              | 1.040.888                                   | 72,92 %                              |
| 2     | Николай Багров        | самовыдвижение                                                      | 254.042                                     | 17,55 %                              | 333.243                                     | 23,35 %                              |
| 3     | Сергей Шувайников     | Русская партия Крыма                                                | 196.324                                     | 13,56 %                              |                                             |                                      |
| 4     | Леонид Грач           | Коммунистическая партия Крыма                                       | 176.330                                     | 12,80 %                              |                                             |                                      |
| 5     | Иван Ермаков          | самовыдвижение                                                      | 90.347                                      | 6,22 %                               |                                             |                                      |
| 6     | Владимир Веркошанский | самовыдвижение                                                      | 14.205                                      | 0,98 %                               |                                             |                                      |